# 上川大樹
上川 大樹（かみかわ だいき、1989年11月9日 - ）は、山口県山口市出身の日本の柔道家。階級は100kg超級。身長185cm、体重156kg。血液型はB型。組み手は右組み。段位は五段。得意技は足技。

## 人物
5歳の時に松美柔道スポーツ少年団で柔道を始めた。山口市立良城小学校時代、2つ年下には後に73kg級の世界チャンピオンで2016年リオデジャネイロオリンピックの金メダリストとなる大野将平がいた。
山口市立鴻南中学校を経て崇徳高等学校に入学、高校3年の時にインターハイ及びジュニアの体重別を制して将来性を高く評価された。明治大学進学後も一定の成績を残すものの、首脳陣が寄せる大きな期待に見合うだけの結果は必ずしも残せているとは言えなかった。
内股や払腰など切れの良い技を持っているが、ムラがあるのが難点で、全日本監督の篠原信一からは「技の切れは抜群だが、気持ちが弱い」と評されていた。また上川も「ネガティブな性格」、「みんな強いんで、試合前になると萎縮してしまう。力の差を考えてしまうんです」と述べるほどであった。
2010年の体重別選手権では、決勝で鈴木桂治を豪快な内股で投げ飛ばすが、場外でポイントにならず、その後一本負けしたものの準優勝した。しかし、全日本選手権は予選で敗れて出場することもできなかった。7月には世界選手権の無差別代表に「ムラはあるが、一本を取れる技がある」との理由で追加選出された。また将来性を買われて起用された物でもある。
代表合宿では篠原監督から1番の「怒られ役」で、「上川君、帰っていいよ！」、「あいつ(上川)はグリコのおまけのおまけ」等と言われる程しごかれたという。しかし全日本柔道連盟の吉村和郎強化委員長は「アイツは篠原に何を言われても軽く聞き流す。甘ちゃんだけど大物」とも評した。
9月に東京で開催された世界選手権では準決勝で鈴木に一本勝ちすると、決勝では世界最強の男フランスのテディ・リネールを支釣込足で何度も崩して判定勝ちで、優勝を果たした。
しかし、2011年2月のグランドスラム・パリでは決勝でリネールに合技で一本負けを喫した。4月の体重別決勝では終了間際に鈴木から支釣込足で一本勝ちして初優勝を飾ったが、全日本選手権では2回戦で高井洋平に敗れた。8月にパリで開催された世界選手権では個人戦では初戦で敗れ、団体戦でも準決勝のフランス戦で敗れてチームも3位にとどまった。
2012年1月にはワールドマスターズに出場して決勝まで勝ち上がるも、ブラジルのラファエル・シルバと対戦し延長戦で指導2を取られて敗れ、2位に終わった。
4月からは京葉ガスの所属となった。全日本選手権には優勝候補の一角として出場したものの、準々決勝で旭化成の百瀬優に1-2の微妙な判定ながら敗れた。
5月の体重別では決勝で九州電力の七戸龍に大外刈で一本負けを喫して2位にとどまった。しかしながら、七戸がオリンピック出場資格を満たす世界ランキング22位以内に入っていなかったことや、オリンピック出場を競っていた鈴木桂治や高橋和彦らが初戦敗退を喫したこともあり、最重量級では史上初となる消去法という不本意な形でロンドンオリンピック代表に選出された。
迎えた8月のロンドンオリンピックでは、前日まで男子の金メダル獲得数が0という惨状の中で、最後の砦として出場したものの、2回戦でベラルーシのイハル・マカラウに有効で敗れてメダルも獲得することができずに終わった。これにより1964年の東京オリンピックから柔道が正式種目に採用されて以来、史上初となる男子全階級を通しての金メダル獲得数が0となった。
2013年の講道館杯では決勝で百瀬を破って優勝を飾った。
2014年2月のグランプリ・デュッセルドルフでは準々決勝でシルバを大外返で破るなど、オール一本勝ちで優勝を飾った。
4月の体重別では決勝で七戸から先に有効を奪われるも、終了間際に大外返で技ありを奪い逆転勝ちして、3年ぶり2度目の優勝を果たした。
続いて優勝候補筆頭として臨んだ全日本選手権では準決勝で旭化成の西潟健太を送足払で破るなど全て一本勝ちして決勝まで進むものの、東海大学4年の王子谷剛志に大外刈で敗れて2位に終わった。しかし実績で世界選手権代表には選出された。8月の世界選手権では3回戦で地元ロシアのレナート・サイドフに技ありで敗れた。なお、世界団体では優勝メンバーの一員として名を連ねることになった。
2015年11月の講道館杯では決勝で西潟を有効で破って優勝した。12月のグランドスラム・東京では準決勝でJRAの原沢久喜に指導3で敗れて3位に終わった。
2016年4月の体重別では、準決勝で原沢に隅落で敗れて3位だった。全日本選手権では準決勝で原沢を3-0の判定で破るが、決勝では2年前に続く対戦となった王子谷に大外刈と支釣込足の合技で敗れて2位に終わり、今大会初優勝とはならなかった。
2017年4月の全日本選手権では準々決勝で東海大学4年のウルフ・アロンにGSに入ってから反則負けを喫して5位だった。 8月の実業個人選手権では優勝した。10月のグランプリ・ザグレブでは準決勝でオーストリアのステファン・ヘギィと対戦してGSに入ってから反則負けを喫して3位だった。講道館杯では準決勝まですべて一本勝ちするも、決勝で大学の7年後輩となる明治大学3年の小川雄勢に大内刈で敗れて2位だった。12月のグランドスラム・東京では準決勝で小川に崩上四方固で敗れると、3位決定戦ではブラジルのダビド・モウラに合技で敗れて5位に終わった。
2018年の全日本選手権では3回戦で100kg級の選手である国士舘大学2年の飯田健太郎に技ありで敗れた。
2019年には京葉ガスを退社して、広島刑務所で刑務官を務めながら柔道を続けることになった。
10回目の出場となった2022年の全日本選手権では、初戦で天理大学3年の中野寛太に内股で敗れた。

## 戦績
- 2007年 - インターハイ 優勝
- 2007年 - 全日本ジュニア 優勝
- 2007年 - アジアジュニア 優勝
- 2008年 - フランスジュニア国際 優勝
- 2008年 - 全日本ジュニア 2位
- 2008年 - 全日本学生 2位
- 2009年 - ワールドカップ・ブダペスト 2位
- 2009年 - ユニバーシアード 個人戦 2位 団体戦 3位
- 2009年 - グランプリ・アブダビ 3位
- 2010年 - 体重別 2位
- 2010年 - 世界選手権 優勝
- 2010年 - アジア大会 100kg超級 3位
- 2010年 - グランドスラム・東京 3位
- 2010年 - グランプリ・青島 5位
- 2011年 - グランドスラム・パリ 2位
- 2011年 - ワールドカップ・ブダペスト 5位
- 2011年 - 体重別 優勝
- 2011年 - アジア選手権 団体戦 2位
- 2011年 - 全日本学生柔道優勝大会 3位
- 2011年 - 世界団体 3位
- 2011年 - ワールドカップ・アルマトイ 3位
- 2012年 - ワールドマスターズ 2位
- 2012年 - ワールドカップ・オーバーヴァルト 5位
- 2012年 - 全日本選手権 5位
- 2012年 - 選抜体重別 2位
- 2012年 - ロンドンオリンピック 2回戦敗退
- 2012年 - 世界団体 2位
- 2013年 - 体重別 2位
- 2013年 - 東アジア大会 2位
- 2013年 - 講道館杯 優勝
- 2014年 - グランプリ・デュッセルドルフ 優勝
- 2014年 - 体重別 優勝
- 2014年 - 全日本選手権 2位
- 2014年 - 世界団体 優勝
- 2014年 - グランドスラム・東京 5位
- 2015年 - 全日本選手権 5位
- 2015年 - 実業個人選手権 優勝
- 2015年 - 講道館杯 優勝
- 2015年 - グランドスラム・東京 3位
- 2016年 -　選抜体重別 3位
- 2016年 - 全日本選手権 2位
- 2016年 - 実業個人選手権 優勝
- 2016年 - 国体 成年男子の部 優勝
- 2017年 - 全日本選手権 5位
- 2017年　- 実業個人選手権 優勝
- 2017年 -　グランプリ・ザグレブ 3位
- 2017年 -　国体 成年男子の部 優勝
- 2017年 - 講道館杯 2位
- 2017年 -　グランドスラム・東京 5位

(出典、JudoInside.com)。
　

## 有力選手との対戦成績
(2018年12月現在)
| 国籍               | 選手名                   | 内容   |
| ------------------ | ------------------------ | ------ |
| フランスの旗       | テディ・リネール         | 1勝1敗 |
| ドイツの旗         | アンドレアス・テルツァー | 1勝1敗 |
| エジプトの旗       | イスラーム・エルシャハビ | 1勝1敗 |
| ブラジルの旗       | ラファエル・シルバ       | 1勝1敗 |
| 大韓民国の旗       | 金成民                   | 1勝4敗 |
| ウズベキスタンの旗 | アブドゥロ・タングリエフ | 3勝2敗 |
| キューバの旗       | オスカル・ブライソン     | 1勝2敗 |
| ハンガリーの旗     | ボル・バルナ             | 2勝2敗 |

(参考資料：ベースボールマガジン社発行の近代柔道バックナンバー、JudoInside.com等)。